# 雪竹太郎
雪竹 太郎（ゆきたけ たろう）は日本の大道芸人。代表作は、『人間美術館』という題名で、自らの体、その場の景色や観衆までも用いて彫刻や絵画を表現する。
1959年1月、福岡市に生まれる。
1978年、早稲田大学第一文学部入学、演劇専攻に進学。1982年、千葉大学教育学部に入学するも中退。1983年9月より東京都内でパフォーマンスを始める。1992年11月には静岡市主催の「第1回大道芸ワールドカップin静岡」で初代ワールドカップチャンピオン（ワールドカップ部門とジャパンカップ部門のダブル受賞）となる。
現在もヘブンアーティストとして東京都内などの日本だけでなく世界を股に掛け活動している。
（雪竹太郎の海外での活動は1988年・夏に始まり、2011年・夏までで、一旦、中断。）
まだ「大道芸人」という存在が認められていなかった当時から「大道芸とは何なのか、どうあるべきなのか」多数の文章を発表。世界中の街角に立ち続けた経験から、大道芸人の理論武装に取り組んできた一面もある。